# Carathea
Carathea és un gènere d'aranyes araneomorfes de la família dels família dels malkàrids (Malkaridae). Fou descrit per primera vegada l'any 1986 per Moran.

## Distribució
Les dues espècies d'aquest gènere són endèmiques de Tasmània (Austràlia).

## Taxonomia
Segons el World Spider Catalog de desembre de 2018, hi ha reconegudes 2 espècies:
- Carathea miyali Moran, 1986
- Carathea parawea Moran, 1986 (espècie tipus)